# Thomas Ford
Thomas Ford (1580 circa – 17 novembre 1648) è stato un liutista e compositore inglese dell'ultimo Rinascimento e del primo Barocco, ma anche violista da gamba e poeta.

## Biografia
Fu al servizio della Corte di Enrico Federico Stuart, figlio di Giacomo I, che morì nel 1612. Fu poi musicista del principe Enrico dal 1610 al 1612, musicista del principe Carlo dal 1617 al 1625 ed infine di Carlo I dal 1626 al 1642 nel corso della guerra civile inglese. Venne tumulato nella chiesa di St. Margaret's, Westminster.
Ford compose anthem, a tre e sei voci; quattro canoni sacri; 35 canzoni; sei fantasie a cinque voci e pochi altri pezzi per viola da gamba.
La sua più importante collezione è Musicke of Sundrie Kindes (London, 1607), scritta in due parti. Il primo libro comprende canzoni per liuto, descritte come Aries for 4 voices to the Lute, Orphorion, or Basse-viol, with a Dialogue for two Voices...; il secondo contiene danze come Pavens, Galiards, Almaines, Toies, Jigges, Thumpes, and such like... per un consort di viole da gamba. Molte delle canzoni sono in due diverse versioni: una per voce o voce e liuto ed un'altra a quattro voci pari. Una particolarità inusuale della sua musica per viola da gamba è l'uso di un effetto: un pesante pizzicato.
Alcuni pezzi della sua musica sacra si trovano in due collezione del 1614 e 1620, in cui è insolitamente incluso il basso continuo, più comune sul continente che nelle isole britanniche.
Assieme a John Dowland, Ford è fra i più importanti esponenti della scuola che precedette Henry Lawes.
Il poema anonimo e senza titolo che appare nel manoscritto trovato nella biblioteca del Christ Church di Oxford e che inizia con Yet if his Majesty, our sovereign lord . . , è stato attribuito a Ford.